# Antarctophthirus mawsoni
Antarctophthirus mawsoni är en insektsart som beskrevs av Harrison 1937. Antarctophthirus mawsoni ingår i släktet Antarctophthirus och familjen sällöss. Inga underarter finns listade i Catalogue of Life.